# Khafsin
Khafsin (tiếng Ả Rập: خفسين) là một ngôi làng Syria nằm trong tiểu khu Suran ở quận Hama. Theo Cục Thống kê Trung ương Syria (CBS), Khafsin có dân số 960 trong cuộc điều tra dân số năm 2004.